# Klepaczka (Kłobuck)
Pour les articles homonymes, voir Klepaczka.
Klepaczka est une localité polonaise de la gmina de Wręczyca Wielka, située dans le powiat de Kłobuck en voïvodie de Silésie.